# Euplecte montagnard
Euplectes psammacromius
Espèce
L'Euplecte montagnard (Euplectes psammacromius) est une espèce de passereaux d'Afrique tropicale appartenant à la famille des Ploceidae.
Cet oiseau vit à travers les montagnes de Tanzanie et du nord du Malawi.